# Linda Brambilla
Linda Brambilla (Mòdena, 22 de juny de 1859 - Milà, 1933) fou una soprano italiana. Pertanyia a la famosa família de cantants Brambilla, que va produir un gran nombre de cantants importants al llarg del segle xix.
Va estrenar-se el 1885 dins el gènere de l'òpera buffa, concretament amb el paper d'Annetta de Crispino e la comare. Posteriorment va interpretar per Itàlia diversos papers d'obres clàssiques, com ara Infantin a Le Cid de Massenet el 1889 o el 1892 com a Gilda a Rigoletto. fins a arribar a encarnar Adina de L'elisir d'amore a La Scala, on va compartir protagonisme amb Enrico Caruso, cantant amb qui es retrobaria l'any vinent a Le Maschere de Mascagni.
Ja consagrada, va fer gira per diversos països amb actuacions a Barcelona, Porto, Ciutat de Mèxic, entre d'altres. Quan es va retirar, va treballar com a pedagoga a Milà.